# Scenopinus lucidus
Scenopinus lucidus är en tvåvingeart som beskrevs av Becker 1902. Scenopinus lucidus ingår i släktet Scenopinus och familjen fönsterflugor. Inga underarter finns listade i Catalogue of Life.